# Stały tlen

Diagram fazowy stałego tlenu

Stały tlen – pierwiastkowy tlen w stałym stanie skupienia.
Temperatura krzepnięcia ciekłego tlenu pod ciśnieniem normalnym (101 325 Pa) wynosi −218,79 °C (54,36 K). Tworzące się krystaliczne ciało stałe określane jest jako faza γ stałego tlenu. Przy obniżaniu temperatury lub podwyższaniu ciśnienia tlen γ ulega przemianom fazowym do innych odmian alotropowych. Łącznie znanych jest sześć form stałego tlenu:
- formy niskociśnieniowe, występujące pod ciśnieniem atmosferycznym – podobnie jak ciekły tlen mają bladoniebieski kolor na skutek absorpcji światła w zakresie czerwieni:
  - γ: bladoniebieska – pod ciśnieniem atmosferycznym trwała w temperaturach 54,36–43,8 K, w temperaturze pokojowej trwała pod ciśnieniem ok. 5 GPa (ok. 49 tys. atm); regularna struktura krystaliczna;
  - β: bladoniebieska do różowej – pod ciśnieniem atmosferycznym trwała w temperaturach 43,8–23,8 K, w temperaturze pokojowej trwała pod ciśnieniem ok. 5–9,6 GPa; rombowa struktura krystaliczna;
  - α: jasnoniebieska – pod ciśnieniem atmosferycznym trwała poniżej 23,8 K, nie może występować w temperaturze pokojowej; jednoskośna struktura krystaliczna;
- formy wysokociśnieniowe:
  - δ: pomarańczowa – w temperaturze pokojowej trwała pod ciśnieniem 9,6 GPa (ok. 95 tys. atm);
  - ε: ciemnoczerwona do czarnej – w temperaturze pokojowej trwała pod ciśnieniem ok. 10–96 GPa, tworzy klastry O8;
  - ζ: metaliczna – w temperaturze pokojowej trwała pod ciśnieniem >96 GPa; poniżej 0,6 K staje się nadprzewodnikiem;

Objętość molowa stałego tlenu wynosi od 21 cm³/mol w fazie α do 23,5 cm³/mol w fazie γ (odpowiednio 0,762 i 0,681 g/cm³, w przeliczeniu na średnią masę molową tlenu).
Ponadto w stanie stałym występuje też inna odmiana alotropowa tlenu – ozon, O
3. Pod ciśnieniem normalnym zestala się on w temperaturze −193 °C (80 K).